# 134 Dywizja Piechoty (III Rzesza)
134 Dywizja Piechoty (niem. 134. Infanterie-Division) – niemiecka dywizja z czasów II wojny światowej, sformowana na mocy rozkazu z 15 października 1940 roku, w 11. fali mobilizacyjnej na poligonie Grafenwöhr w XIII Okręgu Wojskowym.

## Struktura organizacyjna
- Struktura organizacyjna w  październiku 1940 roku:

439., 445. i 446. pułk piechoty, 134. pułk artylerii, 134. batalion pionierów, 134. oddział rozpoznawczy, 134. oddział przeciwpancerny, 134. oddział łączności, 134. polowy batalion zapasowy;

## Dowódcy dywizji
- gen. por. Conrad von Cochenhausen (5 X 1940 – 12 XII 1941)
- gen. mjr/gen. por. Hans Schlemmer (12 XII 1941 – II 1944);
- gen. mjr Rudolf Bader (II 1944 – 1 VI 1944)
- gen. por. Ernst Philipp (1 VI 1944 – 29 VII 1944)